# Клайборн, Лиз
Анна Элизабет Джейн Клайборн — (англ. Anne Elisabeth Jane Claiborne, 31 марта 1929 — 26 июня 2007) — американский модельер

 и предприниматель. Успех её бренда был основан на стильной, но доступной одежде для женщин. Клайборн наиболее известна как основатель компании Liz Claiborne, Inc. Она была первой женщиной, ставшей председателем и генеральным директором компании списка Fortune 500.

## Юность
Клайборн родилась в Брюсселе в семье американцев. Она являлась потомком известной луизианской семьи Уильяма Клейборна, который служил первым губернатором Луизианы после создания штата во время войны 1812 года.
В 1939 году, в начале Второй мировой войны, семья вернулась в Новый Орлеан. Клайборн посещала школу St. Timothy’s School для девочек.
Вместо того чтобы окончить среднюю школу, Клайборн отправилась в Европу изучать искусство в художественных мастерских.

## Карьера
В 1949 году Клайборн выиграла национальный конкурс дизайна имени Жака Хейма, спонсируемый журналом Harper's Bazaar,, затем переехала на Манхэттен, где в течение многих лет работала в швейном квартале на Седьмой Авеню, в качестве художника эскиза в модном доме Тины Лесер. Она также работала на голливудского дизайнера костюмов, Омара Киама и в компании Dan Keller and Youth Group Inc.
В 1976 году Лиз основала свою собственную дизайнерскую компанию, Liz Claiborne Inc совместно с Леонардом Боксером, Артом Ортенбергом и Джеромом Чейзеном. Компания с самого начала стала успешной с продажами в размере 2 миллионов долларов в 1976 году и 23 миллионов долларов в 1978 году.
Маркетинговые стратегии, разработанные Клайборн, изменили характер розничных магазинов. Например, она настаивала на том, чтобы её коллекция одежды была выставлена как отдельный отдел и включала все предметы, которые она предлагала. Благодаря этому, клиенты могли сразу выбрать полный комплект предметов одежды и аксессуаров по названию бренда в одном месте универмага. Эта традиция группирования брендов стала типичной для именных брендов в современных магазинах.
В 1980 году компания Liz Claiborne Accessories была основана совместно с Ниной Маклемор. Liz Claiborne Inc. стала публичной в 1981 году и вошла в список Fortune 500 в 1986 году с розничными продажами в размере 1,2 миллиарда долларов.
Клайборн управляла собраниями, звоня в стеклянный колокольчик и прославилась своей любовью к красному. Иногда она выдавала себя за продавщицу, чтобы посмотреть, что обычные женщины думают об её одежде.

## Личная жизнь
Лиз состояла в браке с Беном Шульцем, впоследствии он закончился разводом. В 1957 году она вышла замуж за своего коллегу, Артура Ортенберга. У неё был сын от первого брака, Александр Шульц, и двое пасынков от второго брака, Нил Ортенберг и Нэнси Ортенберг.
Клайборн оставила управленческую деятельность в 1989 году. К тому времени она приобрела другие компании, в частности Kayser-Roth, которая производила аксессуары для Liz Claiborne Accessories. Её муж ушел в отставку в это же время, оставив других основателей в качестве менеджеров.
Клайборн и Ортенберг основали фонд, который распределял миллионы финансовых средств на экологические цели, включая финансирование телесериала Nature на PBS и проектов по охране природы по всему миру. Она получила почетную докторскую степень по изобразительному искусству в Школе дизайна Род-Айленда.
В мае 1997 года Клайборн сообщила, что у неё редкая форма рака, поражающая слизистую оболочку живота. Лиз Клайборн умерла 26 июня 2007 года в возрасте 78 лет после долгой борьбы с болезнью.
Джером Чейзен стал председателем компании в 1989 году и занимал эту должность до 1996 года, после него этот пост занимал Пол Шаррон до 2006 года. 15 Мая 2012 года компания Liz Claiborne Inc. официально стала Fifth & Pacific, Inc., она сместила фокус, запустила новые бренды и начала маркетинг непосредственно для клиентов. Оригинальная марка была продана.